# Чън Юси
Чън Юси (на китайски: 陈芋汐; на английски: Chen Yuxi; родена на 11 септември 2005 г.), е китайска състезателка по скокове във вода.
Олимпийска шампионка в синхронните скокове на игрите в Токио 2020 и световна шампионка на световното първенство по водни спортове през 2019 г.